# Contarinia constricta
Contarinia constricta är en tvåvingeart som beskrevs av Condrashoff 1961. Contarinia constricta ingår i släktet Contarinia och familjen gallmyggor. Inga underarter finns listade i Catalogue of Life.